# Saadia Zahidi
Saadia Zahidi est la chef du programme Éducation, Genre et Travail et membre du Comité Exécutif du Forum économique mondial. Elle est la co-créatrice du Forum des Emplois d'avenir, du Global Gender Gap, et du rapport sur le Capital Global Humain,,,.

## Biographie
Zahidi grandit au Pakistan. Elle obtient un baccalauréat en économie au Smith College, une maîtrise en économie internationale à l'Institut universitaire de Genève, et une maîtrise à l'Université Harvard.
Elle remporte le Financial Times et McKinsey Prix Bracken Bower (en) pour les jeunes auteurs d'affaires pour sa proposition de livre d'entreprise, Womenomics in the Muslim World. Cette proposition devient un livre, Fifty Million Rising publié par Nation Books en janvier 2018. Il analyse les conséquences de l'arrivée sur le marché du travail de cinquante millions de femmes dans les pays du monde musulman.
Elle est dans la liste des 100 Women de la BBC en 2013 et 2014,.
En juillet 2015, elle tient une conférence TED à Lausanne sur le thème « Gender Parity: Awareness, Analysis, Action ».

## Ouvrage
- (en) Fifty Million Rising : The New Generation of Working Women Transforming the Muslim World, Nation Books, 2018, 288 p. (ISBN 978-1-56858-590-1)